# Ranma ½ Byakuran Aika
 (mars 2020).
Si vous disposez d'ouvrages ou d'articles de référence ou si vous connaissez des sites web de qualité traitant du thème abordé ici, merci de compléter l'article en donnant les références utiles à sa vérifiabilité et en les liant à la section « Notes et références ».
Ranma ½ Byakuran Aika (らんま1/2 白蘭愛歌, Ranma Nibunnoichi Byakuranaika)  est un jeu vidéo de type visual novel sorti en 1993 sur Mega-CD. Le jeu a été développé et édité par Masaya.
Le jeu repose sur le manga Ranma ½.